# Raja Pervez Ashraf
Raja Pervaiz Ashraf (nascido em 26 de Dezembro de 1950) é um empresário, agricultor e político que serviu no cargo de primeiro-ministro do Paquistão de 22 de Junho de 2012 até 16 de Março de 2013. Antes de ser primeiro-ministro, foi ministro da água e da energia entre 2011 e 2012.